# 고창 신재효 고택
고창 신재효 고택(高敞 申在孝 古宅)은 대한민국 전북특별자치도 고창군 고창읍에 있는, 판소리 이론가면서 판소리를 집대성한 신재효(1812∼1884)가 살던 집이다. 1979년 1월 26일 대한민국 국가민속문화재 제39호로 지정되었다.

## 개요
판소리 이론가면서 판소리를 집대성한 신재효(1812∼1884)가 살던 집이다.
철종 1년(1850)에 지은 것으로 짐작하며 광무 3년(1899) 그의 아들이 고쳐 지었다고 한다. 이 집은 소담한 초가집 사랑채로 보고 있는데 중요 민속자료 지정 전까지 고창 경찰서의 부속 건물로 쓰였다. 지금 건물은 많이 개조되고 변형된 것을 국가에서 관리하면서 옛 모습을 되찾고자 다시 수리한 것이다.
앞면 6칸·옆면 2칸 규모에 '一'자형 평면을 갖추고 있으며 지붕은 초가지붕이다. 구성은 앞에서 볼 때 왼쪽부터 부엌 1칸, 방 2칸, 대청 1칸, 2칸을 합하여 통 1칸으로 만든 방으로 이루어져 있다. 부엌을 뺀 나머지 앞면 5칸은 반칸 툇마루를 두었다.
부엌과 방 사이에 쌍여닫이 출입문을 만든 점과 대청 양쪽 방으로 연결하는 문을 달지 않은 점이 특이한 구조로 눈길을 끈다. 현대 판소리의 고향이라고 할 수 있는 명인(名人) 신재효의 옛 집으로서 가치있는 자료가 되고 있다.

## 현지 안내문
이 집은 동리 신재효(1812~1884)가 살면서 후학을 양성하던 곳으로 조선 철종 1년(1850년)에 건립하였다. 원래는 주변의 물을 끌어 마루 밑을 통해 서재 밖 연못으로 흘러가도록 만든 운치있는 집이었으나, 지금은 모두 파묻혔고, 연못만 복원하였다. 신재효는 심청가, 적벽가, 춘향가, 토끼타령, 박타령, 변강쇠타령(가루지기타령) 등 판소리 여섯마당의 체계를 세웠으며, 판소리의 창극화와 함께 판소리 사설을 집대성하는 등 우리나라 판소리의 발전에 커다란 공을 세운 사람이다.

## 같이 보기
- 신재효

## 참고 자료
- 고창 신재효 고택 - 국가유산청 국가유산포털